# Liste der höchsten Gebäude in New York

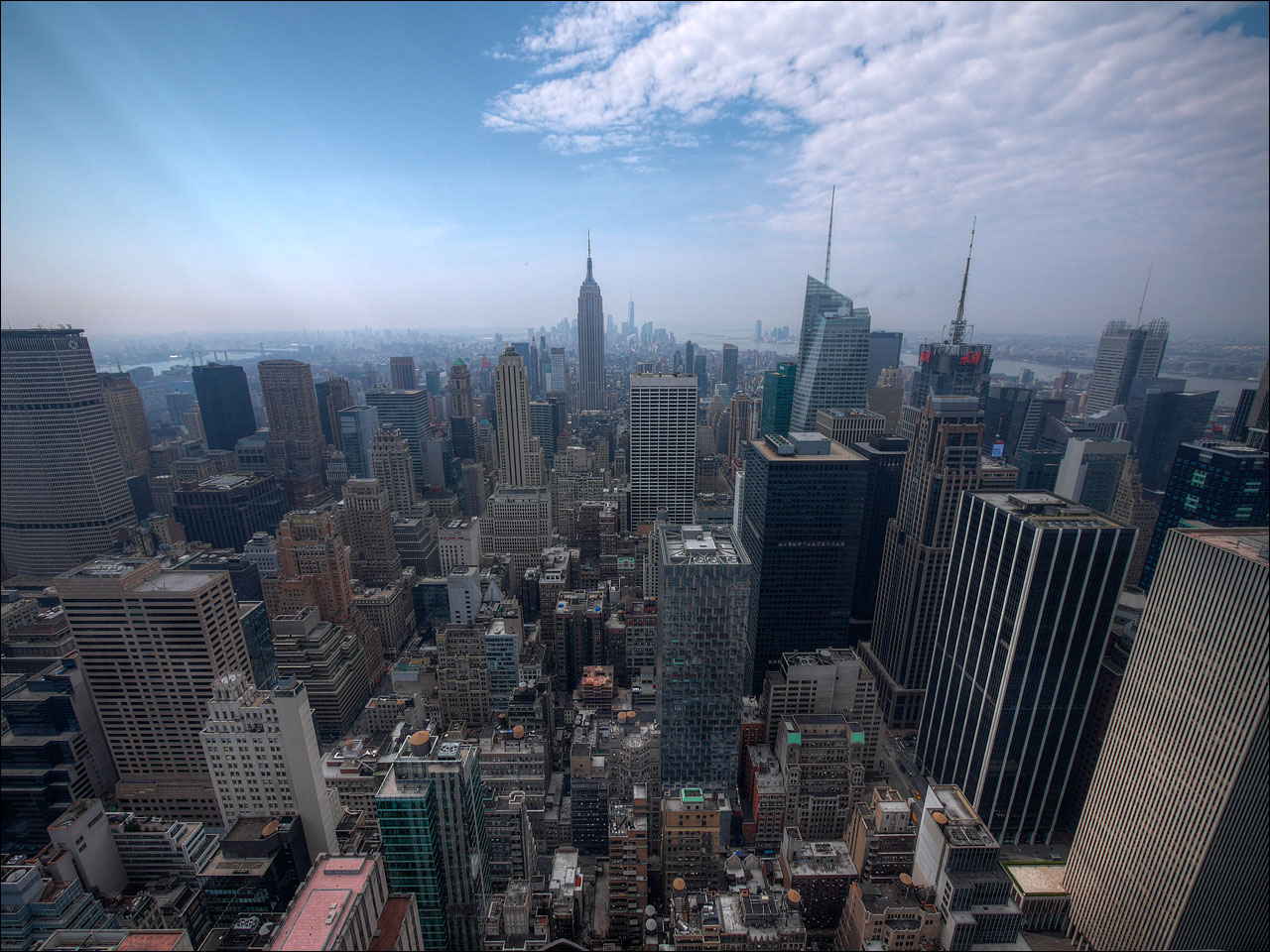
Blick vom Rockefeller Center nach Süden. In der Mitte das Empire State Building, rechts der Bank of America Tower (2014)

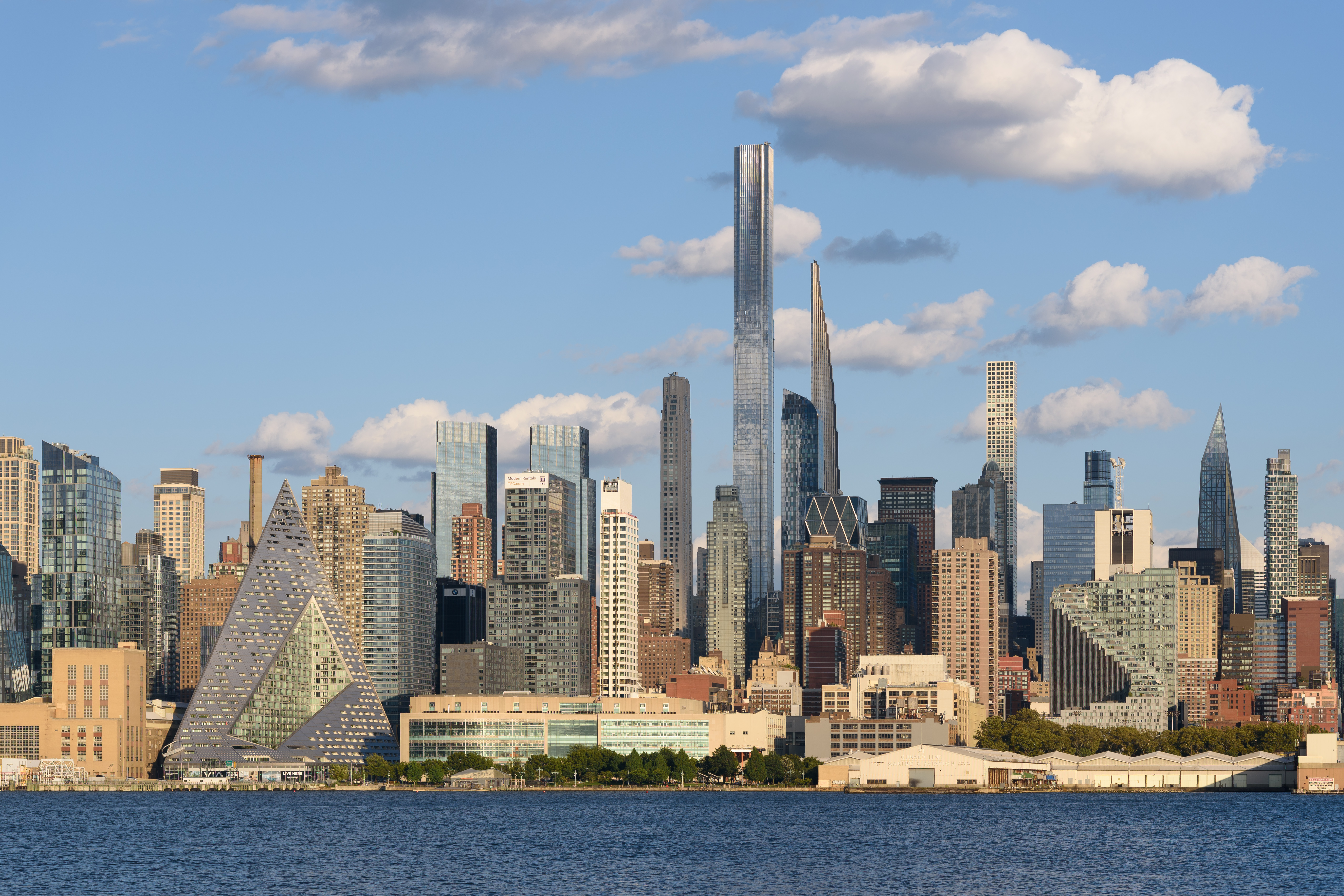
Die Westseite von Midtown Manhattan mit dem Central Park Tower von Weehawken aus gesehen (2021)

Der Artikel Liste der höchsten Gebäude in New York umfasst Listen von Wolkenkratzern in New York City, die unter verschiedenen Gesichtspunkten zusammengestellt wurden: Zunächst eine Rangliste der höchsten Gebäude allgemein, ergänzend weitere Listen nach verschiedenen Messkategorien (zum Beispiel Höhe inklusive Antennen etc.), nach zeitlichen Gesichtspunkten, nach Funktion, nach Stadtteilen und dem Grad ihrer Umsetzung (zum Beispiel im Bau oder in Planung befindlich). Den Schluss bildet eine Liste von ehemals hohen Gebäuden, die nicht mehr existieren.

## Einführung

### Geschichte der Hochhäuser in New York City

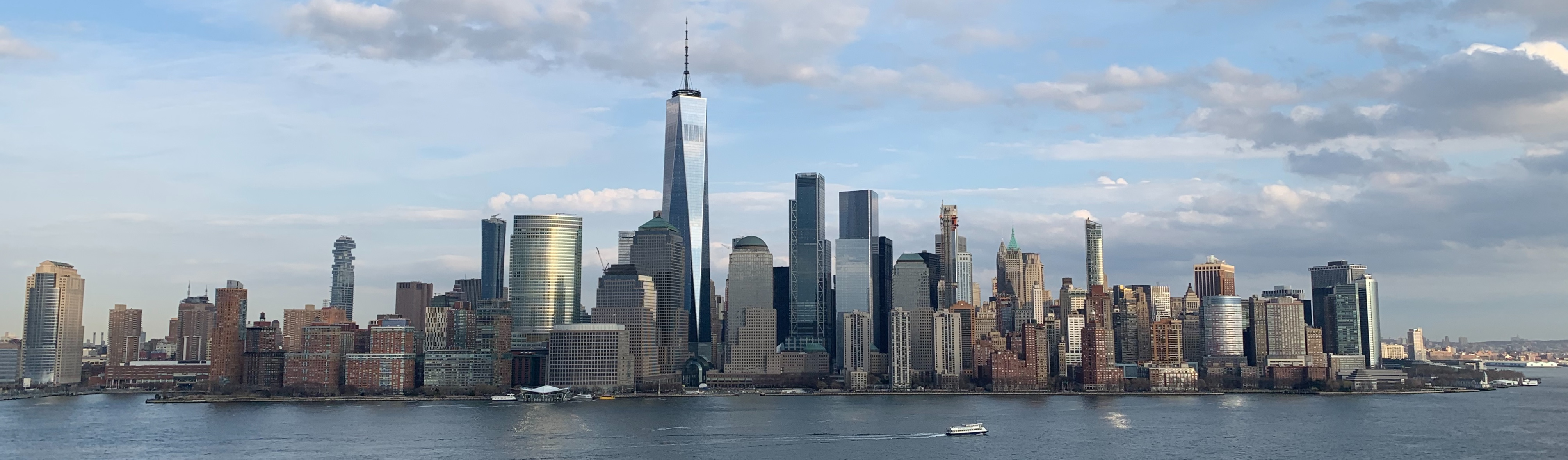
Blick vom Hudson River auf den westlichen Teil von Lower Manhattan, zu sehen ist in Bildmitte das One World Trade Center (2019).

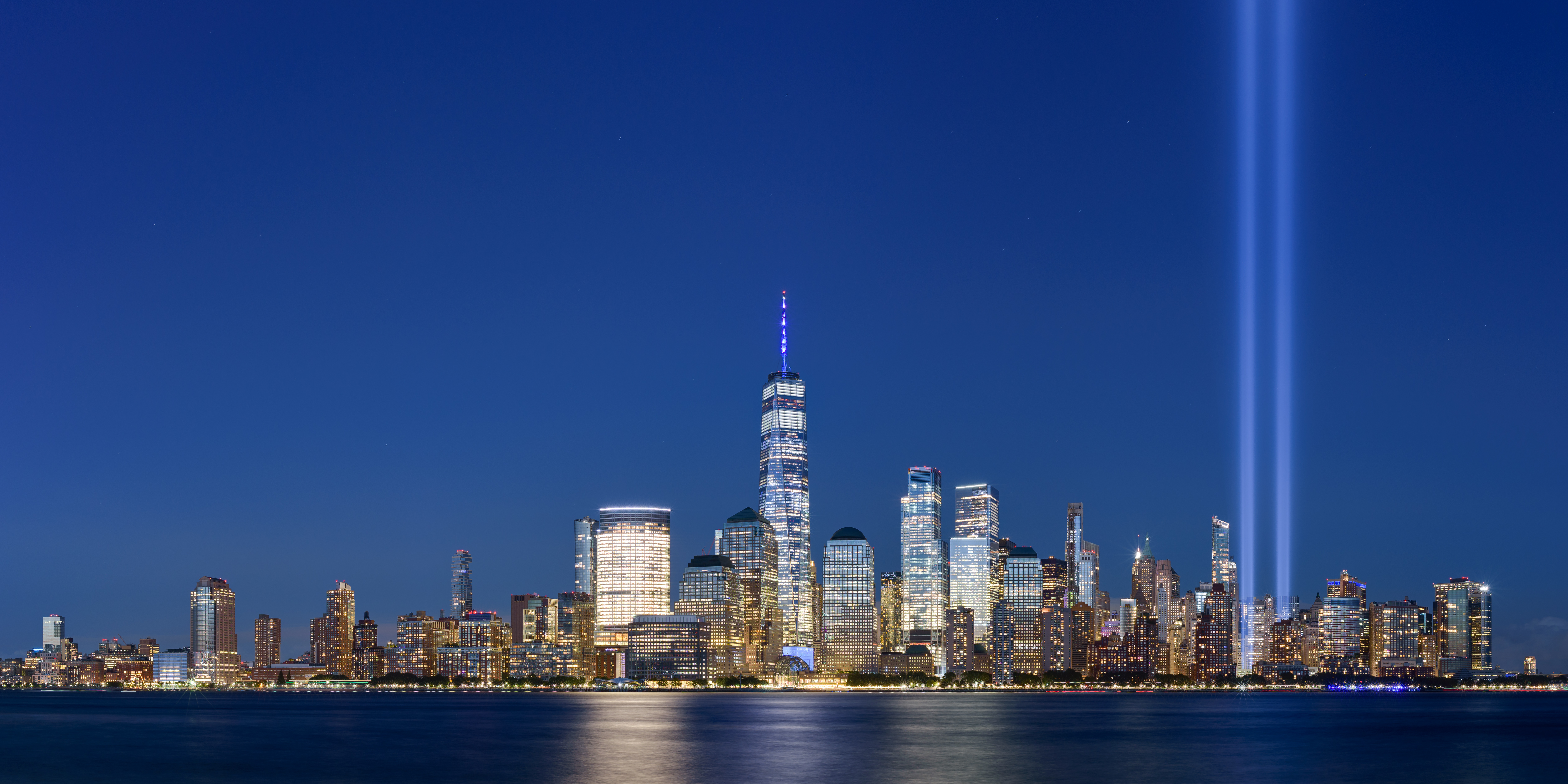
Lower Manhattan vom Hudson River aus gesehen mit dem One World Trade Center am Abend mit den Lichtsäulen Tribute in Light im September 2020.

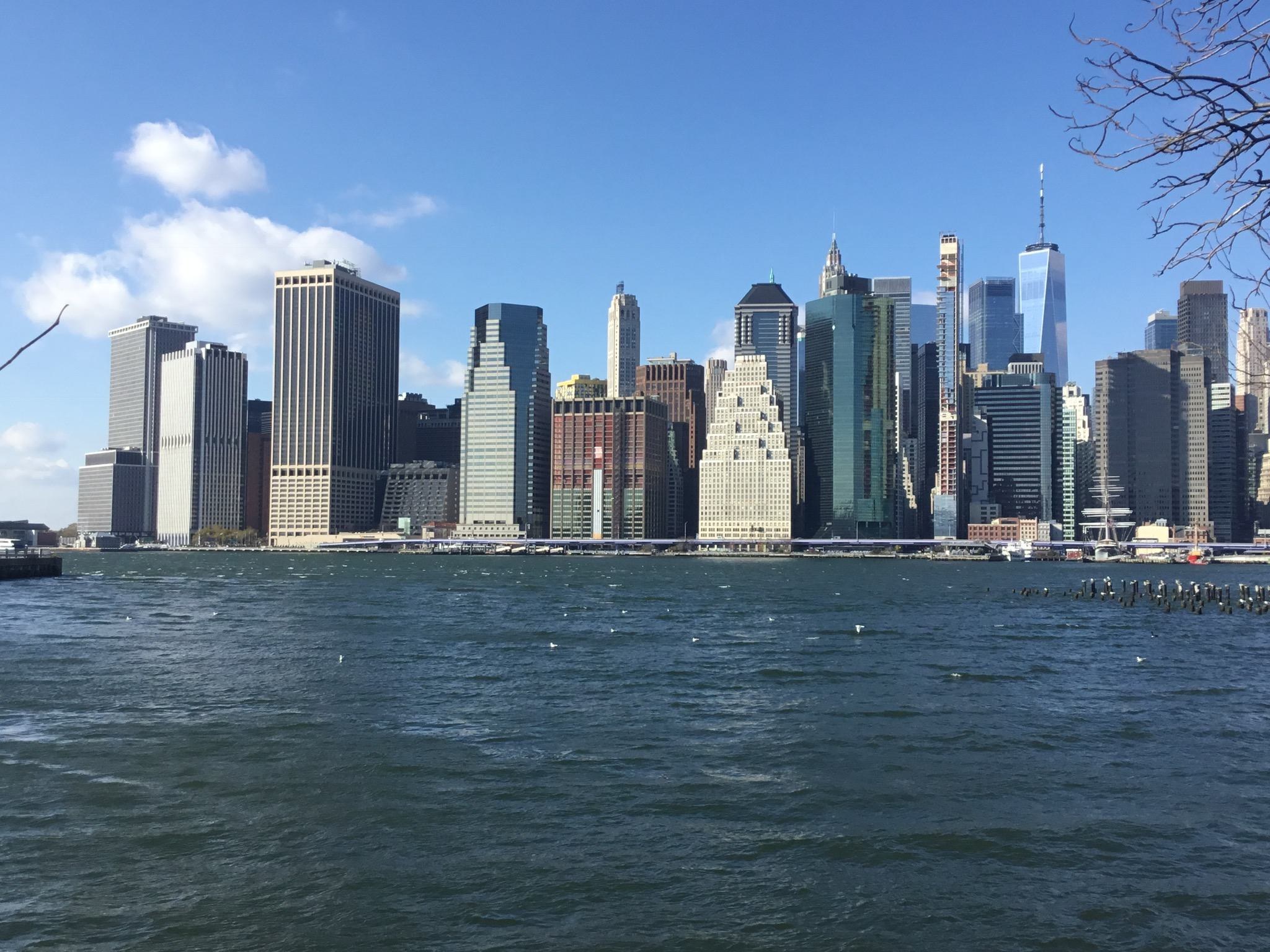
Downtown Manhattan von Brooklyn aus gesehen im November 2022.

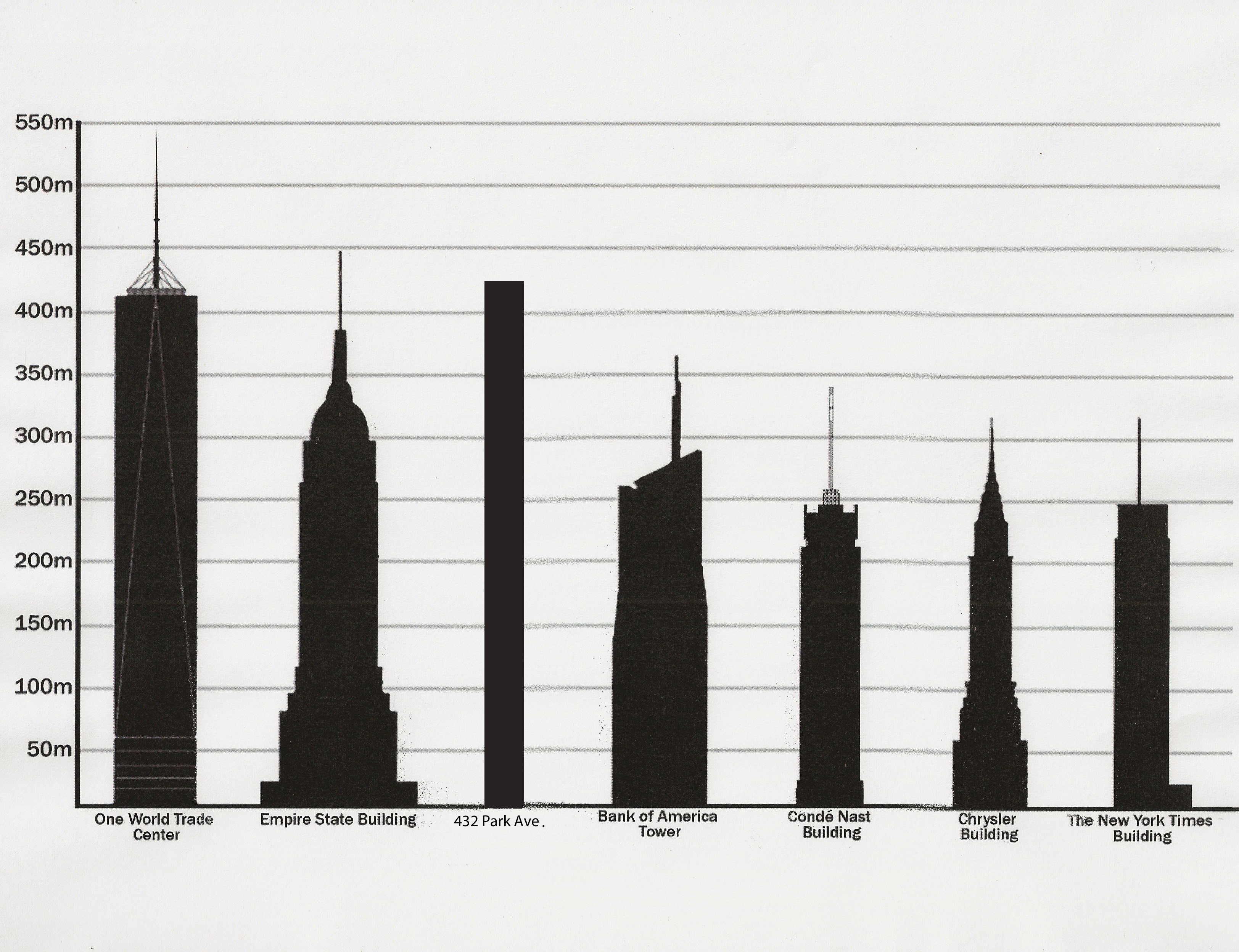
Grafischer Größenvergleich nach absoluter Höhe von links nach rechts: Das One World Trade Center, Empire State Building, 432 Park Avenue, Bank of America Tower, Four Times Square, Chrysler Building und der New York Times Tower.

In New York City gibt es rund 6.000 Hochhäuser, die meisten davon stehen im Stadtbezirk Manhattan. Etwa 400 weitere Hochhäuser sind im Bau oder werden geplant. Die Geschichte der Hochhäuser beginnt in New York City schon früh: New York und Chicago waren Ende des 19. Jahrhunderts die ersten Städte, in denen Hochhäuser errichtet wurden, weil sie einerseits viel Platz boten, andererseits das Prestige der Bauträger und der Stadt erhöhten. Damals wurden immer mehr und höhere Bauwerke errichtet. Grundlagen hierfür waren unter anderem die Entwicklung des Aufzuges sowie die Einführung des Stahlbaus, da Stahl elastischer als der herkömmliche Stein ist und eine leichtere Bauweise zulässt. Schon 1908 konnte New York City mit dem 187 Meter hohen Singer Building, das 1968 wieder abgerissen wurde, das höchste Gebäude der Welt vorweisen. 1909 folgte der Metropolitan Life Tower mit 213 Metern, 1913 das 241 Meter hohe Woolworth Building. Ende der 1920er und Anfang der 1930er Jahre kam es in der Stadt zu einem großen Bauboom, der das Stadtbild deutlich veränderte. Im Jahr 1929 begann der Wettstreit um das welthöchste Gebäude erneut: Damals lieferten sich die Gebäude 40 Wall Street und das Chrysler Building und deren Architekten einen Wettstreit um den Rekordtitel. Als das 40 Wall Street Building nach den endgültigen Plänen 283 Meter erreichte, wurden die Baupläne am Chrysler Building abgeändert. Innerhalb von kurzer Zeit wurde auf dem Gebäude eine Stahlspitze errichtet, sodass das Gebäude eine Höhe von 319 Meter erreichte. Damit hatte es zugleich den Titel des höchsten Bauwerks der Welt errungen, da es den 300 Meter hohen Eiffelturm überragte, der nicht als Gebäude, sondern aufgrund seiner kaum nutzbaren Fläche nur als Bauwerk zählte. Wenig später wurden die Pläne für das Empire State Building veröffentlicht, welches nach endgültigen Plänen 381 Meter erreichte und 1931 nach einer kurzen Bauzeit bereits fertiggestellt wurde. Durch die dem Börsencrash im Oktober 1929 folgende Weltwirtschaftskrise wurde diese Bauwelle beendet. Zuvor konnten noch das 290 Meter hohe 70 Pine Street (ehemals American International Building) und das Rockefeller Center mit 259 Metern errichtet werden. Erst in den 1960er Jahren begann der verstärkte Bau von hohen Wolkenkratzern erneut, nun jedoch auf neuen Gestaltungs- und Entwurfsgrundlagen, welche die Skyline deutlich veränderten. Bis 1972 blieb das Empire State Building aber noch das höchste Gebäude der Welt, bevor es vom 417 Meter hohen Nordturm des World Trade Centers übertroffen wurde.
Dieser blieb für fast 30 Jahre das höchste Gebäude New Yorks. Zwischen Mitte der 1970er Jahre und dem Jahr 2000 wurden in der Stadt wenige Hochhäuser in der Größenordnung um 250 Meter errichtet. 2001 stürzte das World Trade Center infolge eines terroristischen Anschlags ein, was das Empire State Building erneut zum höchsten Bauwerk der Stadt machte. Erst ab Mitte der 2000er Jahre wurde wieder verstärkt mit dem Bau von höheren Gebäuden begonnen, einschließlich des neuen World Trade Centers, wobei das One World Trade Center mit 541,3 Metern das höchste Gebäude der USA ist.

### Aktuell höchste Gebäude und Ausblick
Seitdem im Mai 2013 das One World Trade Center, der Nachfolgebau der zerstörten Twin-Towers, seine Endhöhe erreicht hat, ist es mit 541,3 Metern das höchste Gebäude New Yorks sowie der USA. Die Eröffnung des 105. Stockwerks war im November 2014. Das bis dato höchste Gebäude in New York war das 381 Meter hohe Empire State Building. Es besitzt 102 Stockwerke und wurde 1931 fertiggestellt. Das bis 1972 weltweit höchste Gebäude hatte nach dem 11. September 2001 erneut den Rang des höchsten Wolkenkratzers der Metropole eingenommen. Mit seiner Antenne misst es sogar eine Gesamthöhe von 443 Metern. Im Oktober 2014 erreichte 432 Park Avenue mit 426 Metern seine Endhöhe, womit damals das Empire State Building auf den dritten Platz rutschte. Mit Stand 2022 wurden mittlerweile beide Bauwerke vom Central Park Tower (472,4 m), der 111 West 57th Street (Steinway Tower, 435,3 m) und dem One Vanderbilt (Summit, 427 m) übertroffen. Das Empire State Building wurde 2023 von 270 Park Avenue (423 m) und 2019 von 30 Hudson Yards mit seinen 395 Metern übertroffen und nimmt nun den achten Platz ein. An neunter Stelle steht der 366 Meter hohe Bank of America Tower, der 2009 eröffnet wurde. Platz zehn nimmt das neue 329 m hohe Three World Trade Center ein. Auf Platz 11 befindet sich der 2022 fertiggestellte 327 m hohe The Brooklyn Tower, der das höchste Bauwerk außerhalb von Manhattan in New York City ist. Auf Platz 12 folgt der 53W53 (320 m). Das Chrysler Building und der New York Times Tower bilden die 13-höchsten Gebäude der Stadt, beide mit einer Höhe von jeweils 318,8 Metern. Mit The Spiral, 50 Hudson Yards, 35 Hudson Yards, One57 und dem One Manhattan West befinden sich weitere Gebäude von über 300 Metern Höhe in der Stadt. Die superschlanken unter den Wolkenkratzern werden auch Supertalls oder Bleistifttürme genannt. Im Jahr 2022 gibt es in New York 35 Hochhäuser, die eine Höhe von 250 Meter überschreiten. Das höchste Gebäude in New York bis zur Errichtung des One World Trade Centers 2013 war der 110 Etagen umfassende Nordturm des World Trade Center, nach seiner Fertigstellung im Jahr 1972 zugleich das höchste Gebäude der Welt mit einer Höhe von 417 Meter bis zur Dachkante (527 Meter einschließlich Antenne). Sein Zwilling, der Südturm, war bis zum Dach 415 Meter hoch, verfügte aber über keine Antenne.
Das neue World Trade Center wird derzeit komplett und in anderem Design wiederaufgebaut: Das One World Trade Center (541 Meter, 104 Etagen), Two World Trade Center (405 Meter, 82 Etagen, Baustopp), Three World Trade Center (329 Meter, 80 Etagen) und Four World Trade Center (297 Meter, 72 Etagen). Das One World Trade Center, das Three World Center und das Four World Trade Center wurden in den 2010er Jahren fertiggestellt. Ein weiteres Hochhaus dieses Komplexes wurde schon 2006 wieder errichtet: das 228 Meter hohe 7 World Trade Center.
Das größte Bauvorhaben in der jüngeren Geschichte der Stadt ist das Städtebauprojekt Hudson Yards. Hier entsteht ein 2022 bereits zum Teil fertiggestellter Gebäudekomplex mit zehn Wolkenkratzern. Ziel ist es, gemeinsam mit anderen Bauprojekten der Gegend ein neues Geschäftszentrum zu etablieren, ähnlich dem des World Trade Centers. Eröffnet wurden mittlerweile unter die Gebäude 55 Hudson Yards, 50 Hudson Yards, 35 Hudson Yards, 30 Hudson Yards, 15 Hudson Yards und 10 Hudson Yards. In direkter Nachbarschaft entstand mit Manhattan West ein weiterer mittlerweile fertiggestellter Hochhaus-Komplex mit drei Wolkenkratzern. An der auch Billionaires’ Row genannten 57th Street entstanden Monolithen wie der Central Park Tower (472 Meter, höchstes Wohngebäude der Vereinigten Staaten), 111 West 57th Street (435 Meter), das One57 (306 Meter, 2014 fertiggestellt), das 220 Central Park South (290 Meter, 2018 fertiggestellt), oder auch 520 Park Avenue (238 Meter, 2017 fertiggestellt).
Es befinden sich weitere hohe Gebäude im Bau oder in Planung.

## Liste der höchsten Wolkenkratzer in New York City

### Nach offizieller Höhe
Diese Liste zeigt die höchsten Gebäude in New York City. Aufgelistet sind nur fertiggestellte Gebäude, sich im Bau befindliche nur dann, wenn diese ihre endgültige Höhe bereits erreicht haben (solche sind mit Fußnoten versehen). Es gilt die offizielle Höhe für die Rangliste, also die Höhe der Gebäudestruktur inklusive der Höhe von Turmspitzen, jedoch keine Antennen. Die Spalte Nutzung gibt die Funktionen des Gebäudes an: Eine Einzelfunktion ist gegeben, wenn 85 Prozent oder mehr der Gebäudenutzfläche für einen Zweck verwendet wird. Eine gemischte Nutzung liegt vor, wenn jede Einzelfunktion mindestens 15 Prozent der Nutzfläche in Anspruch nimmt.
Es werden alle Gebäude mit Höhen von mindestens 200 Metern aufgelistet. Derzeit (Stand August 2025) wurden 109 solcher Gebäude fertiggestellt, oder sich in der Bauphase befinden, ihre Endhöhe aber erreicht haben.
| Bild                  | Nr. | Name                             | Höhe    | Nutzung (von unten nach oben) | Etagen | Baujahr  | Bemerkungen |
| --------------------- | --- | -------------------------------- | ------- | ----------------------------- | ------ | -------- | --- |
|                       | 1   | One World Trade Center           | 541,3 m | Büro                          | 104    | 2014     | Das höchste Gebäude des neuen World Trade Centers erreichte im Mai 2013 seine endgültige Höhe. Seit dem Richtfest ist es das höchste Gebäude in New York, den Vereinigten Staaten und der westlichen Hemisphäre. Darüber hinaus ist es das sechsthöchste Gebäude der Welt und das weltweit höchste Bürogebäude. Eröffnet wurde das Gebäude im November 2014. Ab Geschoss 100 sind bis Ende 2015 Aussichtsetagen sowie ein Restaurant entstanden.                                                                                                  |
|                       | 2   | Central Park Tower               | 472,4 m | Einzelhandel/Wohnungen        | 98     | 2020     | Auch als Nordstrom Tower bekannt. Höchstes Gebäude der USA nach Dachhöhe. |
|                       | 3   | 111 West 57th Street             | 435,3 m | Wohnungen                     | 84     | 2021     | Ebenfalls unter dem Namen Steinway Tower bekannt. |
|                       | 4   | One Vanderbilt                   | 427 m   | Büro                          | 59     | 2020     | Wurde von KPF entworfen. Dachhöhe beträgt 393 m. |
|                       | 5   | 432 Park Avenue                  | 425,8 m | Wohnungen                     | 88     | 2015     | Erster der neuen Bleistifttürme mit extremem Höhe-Grundfläche-Verhältnis, höchstes reines Wohngebäude in den USA. |
|                       | 6   | 270 Park Avenue A1               | 423,1 m | Büro                          | 60     | 2025     | Von Foster + Partners konzipiert, erreichte seine Endhöhe im November 2023. |
|                       | 7   | 30 Hudson Yards                  | 395 m   | Büro                          | 73     | 2019     | Auch unter dem Namen North Tower bekannt. Outdoor Aussichtsplattform in über 336 m Höhe. Soll neue Zentrale von Time Warner werden. |
| Empire State Building | 8   | Empire State Building            | 381 m   | Büro                          | 102    | 1931     | War seit dem 11. September 2001 bis zum Bau des One World Trade Centers für mehr als elf Jahre wieder das höchste Gebäude der Stadt. Erstes Gebäude der Welt mit mehr als 100 Etagen, war von 1931 bis 1972 höchstes Gebäude der Welt. War in New York das höchste Gebäude seit der Fertigstellung 1931, mit Ausnahme der Jahre 1972 bis 2001, als es das dritthöchste war, oder das höchste nach den Türmen des World Trade Center. Gesamthöhe mit Antenne 443,2 m. Besitzt in den Etagen 86 und 102 Aussichtsplattformen (auf 320 m und 373 m). |
|                       | 9   | Bank of America Tower            | 365,8 m | Büro                          | 55     | 2009     | Mast zählt zur Höhe mit, Dach 288 m hoch. Höchstes Gebäude im Besitz der Bank of America, der größten US-Bank. Höchstes Gebäude in New York, das in den 2000er Jahren errichtet wurde. |
|                       | 10  | Three World Trade Center         | 328,9 m | Büro                          | 69     | 2018     | Teil des World-Trade-Center-Wiederaufbaus. Auch als 175 Greenwich Street bekannt. |
|                       | 11  | The Brooklyn Tower               | 324,9 m | Wohnungen Einzelhandel        | 93     | 2023     | Höchstes Gebäude von Brooklyn und außerhalb von Manhattan in New York. Auch 340 Flatbush Avenue Extension und 9 DeKalb. |
|                       | 12  | 53W53                            | 320 m   | Wohnungen                     | 82     | 2019     | Auch unter dem Namen Tower Verre bekannt. |
|                       | 13  | Chrysler Building                | 318,8 m | Büro                          | 77     | 1930     | War von 1930 bis 1931 höchstes Gebäude der Welt. Überragte als erstes Bauwerk den Eiffelturm. 21. höchstes Gebäude der Vereinigten Staaten. Bis zum Dach 282 m. |
|                       | 13  | New York Times Tower             | 318,8 m | Büro                          | 52     | 2007     | Hauptsitz der New York Times. Bis zum Dach 227 m hoch, wobei der Mast zur Höhe mitzählt. 21. höchstes Gebäude der Vereinigten Staaten. |
|                       | 15  | The Spiral                       | 313,9 m | Büro                          | 65     | 2022     | Fast jede Etage besitzt eine eigene Außenterrasse. |
|                       | 16  | 50 Hudson Yards                  | 308,2 m | Büro                          | 078    | 2022     | Gebäude ist Teil des Hudson Yards Projekts. |
|                       | 17  | One57                            | 306,4 m | Hotel/Wohnungen               | 79     | 2014     | |
|                       | 18  | 520 Fifth Avenue A1              | 305,4 m | Büro/Wohnungen                | 88     | 2026     | erreichte im Oktober 2024 seine Endhöhe. |
|                       | 19  | 35 Hudson Yards                  | 304,8 m | Hotel/Wohnungen               | 72     | 2019     | Gebäude ist Teil des Hudson Yards Projekts. |
|                       | 20  | One Manhattan West               | 303,3 m | Büro                          | 67     | 2019     | Höchster Wolkenkratzer vom Gebäude-Komplex Manhattan West. |
|                       | 21  | Four World Trade Center          | 297,7 m | Büro                          | 72     | 2014     | Teil des World-Trade-Center-Wiederaufbaus. Auch unter dem Namen 150 Greenwich Street bekannt. |
|                       | 22  | 70 Pine Street                   | 290,2 m | Wohnungen                     | 67     | 1932     | War von seiner Vollendung bis zum Bau des World Trade Centers 1972 sowie erneut von 2001 bis 2013 das höchste Gebäude in Lower Manhattan. Ehemals unter dem Namen American International Building bekannt. |
|                       | 23  | 220 Central Park South           | 289,6 m | Wohnungen                     | 66     | 2019     | Soll die teuerste Wohnung New Yorks beherbergen. |
|                       | 24  | Two Manhattan West               | 285,0 m | Büro                          | 56     | 2022     | Zweithöchstes Gebäude im Manhattan West Komplex. |
|                       | 25  | 40 Wall Street                   | 282,6 m | Büro                          | 71     | 1930     | Von April bis Mai 1930 höchstes Gebäude der Welt, wurde dann allerdings vom Chrysler Building abgelöst. Heute auch als Trump Building bekannt, trug bei seiner Fertigstellung jedoch den Namen Bank of Manhattan Building. |
|                       | 26  | 30 Park Place                    | 282,2 m | Hotel/Wohnungen               | 67     | 2016     | Auch als Four Seasons Hotel and Condominiums und 99 Church Street bekannt. Zweithöchstes Wohngebäude von Lower Manhattan. |
|                       | 27  | Citigroup Center                 | 278,9 m | Büro                          | 59     | 1977     | Das Bauwerk ruht auf vier 35 Meter hohen Stützen, die nicht in den Gebäudeecken, sondern in der Mitte der vier Gebäudeseiten angeordnet sind. In der Freifläche darunter befindet sich neben einer Grünanlage auch eine Kirche. |
|                       | 28  | 15 Hudson Yards                  | 278,6 m | Wohnungen                     | 70     | 2019     | Auch als Tower D und Culture Tower bezeichnet. |
|                       | 29  | 125 Greenwich Street             | 278 m   | Wohnungen                     | 88     | 2023     | Von Michael Shvo entwickelt. |
|                       | 30  | 425 Park Avenue                  | 273,4 m | Büro                          | 47     | 2022     | Von Sir Norman Foster entworfen. |
|                       | 31  | 10 Hudson Yards                  | 272,8 m | Büro                          | 52     | 2016     | Auch als South Tower und Coachtower bekannt. |
|                       | 32  | 8 Spruce Street                  | 267 m   | Wohnungen                     | 76     | 2011     | Auch unter dem Namen Beekman Tower bekannt. |
|                       | 33  | Trump World Tower                | 262,4 m | Wohnungen                     | 72     | 2001     | Dieses Gebäude befindet sich im Besitz von Donald Trump. Höchstes Wohngebäude in der Welt von 2000 bis 2003. |
|                       | 34  | 262 Fifth Avenue A1              | 262,1 m | Wohnungen                     | 56     | 2025     | Erreichte im Frühjahr 2024 seine endgültige Höhe. |
|                       | 35  | Comcast Building                 | 259,1 m | Büro                          | 70     | 1933     | Bis Juli 2015 als GE Building bekannt. Höchstes Gebäude im Rockefeller-Center-Komplex; besitzt auf dem Dach die Aussichtsplattform Top of the Rock. |
|                       | 36  | Sutton 58                        | 258,3 m | Wohnungen                     | 67     | 2022     | Befindet sich am Sutton Place. |
|                       | 37  | One Manhattan Square             | 258,2 m | Wohnungen                     | 80     | 2019     | Dieses Gebäude befindet sich in unmittelbarer Nähe zur Manhattan Bridge. |
|                       | 38  | The Orchard A1                   | 250,8 m | Wohnungen                     | 70     | 2026     | Erreichte im Juli 2024 seine Endhöhe, ist das höchste Gebäude in Queens. |
|                       | 39  | 56 Leonard Street                | 250,2 m | Wohnungen                     | 57     | 2016     | Wird auch „Jenga Building“ genannt, höchstes Gebäude in Tribeca. |
|                       | 40  | CitySpire                        | 248,1 m | Büro/Wohnungen                | 75     | 1987     | Höchstes Gebäude, das in den 1980er Jahren in New York City erbaut wurde. |
|                       | 41  | 28 Liberty Street                | 247,8 m | Büro                          | 60     | 1961     | |
|                       | 42  | Four Times Square                | 246,6 m | Büro                          | 48     | 2000     | Auch bekannt als Conde Nast Building. Mit Antenne 340,7 m hoch, diese zählt jedoch nicht zur offiziellen Höhe mit. |
|                       | 43  | MetLife Building                 | 246,3 m | Büro                          | 59     | 1963     | Früherer Name war PanAm Building. |
|                       | 44  | Bloomberg Tower                  | 245,7 m | Büro/Wohnungen                | 54     | 2004     | Mit Antenne 286,8 m hoch. |
|                       | 45  | 126 Madison Avenue               | 245,4 m | Wohnungen                     | 56     | 2021     | auch als Madison House bekannt. |
|                       | 46  | 138 East 50th Street             | 244,7 m | Wohnungen                     | 64     | 2019     | auch bekannt als The Centrale. |
|                       | 47  | 130 William                      | 243,8 m | Wohnungen/Geschäfte           | 61     | 2022     | |
|                       | 48  | Woolworth Building               | 241,4 m | Büro                          | 57     | 1913     | War von 1913 bis 1930 höchstes Gebäude der Welt. |
|                       | 49  | 111 Murray Street                | 240,2 m | Wohnungen                     | 60     | 2018     | |
|                       | 50  | Casoni A1                        | 239,3 m | Wohnungen                     | 70     | 2026     | |
|                       | 51  | 520 Park Avenue                  | 238 m   | Wohnungen                     | 54     | 2018     | Soll eine der teuersten Wohnungen New Yorks beherbergen. |
|                       | 52  | 55 Hudson Yards                  | 237,4 m | Büro                          | 51     | 2019     | Von Related entwickelt. Auch als 1 Hudson Boulevard bezeichnet. |
|                       | 53  | 50 West Street                   | 237,3 m | Wohnungen                     | 64     | 2018     | Befindet sich in unmittelbarer Nähe zum neuen World Trade Center. |
|                       | 54  | One Worldwide Plaza              | 237,1 m | Büro                          | 50     | 1989     | |
|                       | 54  | Skyline Tower (Queens)           | 237,1 m | Wohnungen                     | 67     | 2021     | Ist das zweithöchste Gebäude in Queens. |
|                       | 56  | Madison Square Park Tower        | 237 m   | Wohnungen                     | 61     | 2017     | Höchstes Gebäude zwischen dem Empire State Building und Lower Manhattan. |
|                       | 57  | 50 West 66th Street A1           | 236,2 m | Wohnungen                     | 69     | 2025     | Höchstes Gebäude in der Upper West Side, erreichte im Mai 2024 seine Endhöhe. |
|                       | 58  | 19 Dutch                         | 231 m   | Wohnungen                     | 63     | 2018     | Auch unter dem Namen 118 Fulton Street bekannt. |
|                       | 59  | Carnegie Hall Tower              | 230,7 m | Büro                          | 60     | 1991     | |
|                       | 60  | 383 Madison Avenue               | 230,1 m | Büro                          | 47     | 2001     | Früher bekannt als Bear Stearns World Headquarters. |
|                       | 60  | Sven                             | 230,1 m | Wohnungen                     | 67     | 2021     | auch Queens Plaza Park, dritthöchstes Gebäude in Queens. |
|                       | 62  | 1717 Broadway                    | 229,6 m | Hotel                         | 67     | 2013     | Höchstes Hotel in New York. |
|                       | 63  | Axa Equitable Center             | 229,2 m | Büro                          | 51     | 1985     | Früher bekannt als Equitable Building und Equitable Center West. |
|                       | 64  | One Penn Plaza                   | 228,6 m | Büro                          | 57     | 1972     | Höchstes Gebäude im Penn Plaza-Komplex. |
|                       | 64  | 1251 Avenue of the Americas      | 228,6 m | Büro                          | 54     | 1971     | Vormaliger Name Exxon Building. |
|                       | 66  | Deutsche Bank Center North Tower | 228,3 m | Büro / Hotel / Wohnungen      | 55     | 2004     | Ursprünglich AOL Time Warner Center, 2021 wurde der Komplex in Deutsche Bank Center umbenannt. |
|                       | 66  | Deutsche Bank Center South Tower | 228,3 m | Büro / Hotel / Wohnungen      | 55     | 2004     | |
|                       | 66  | 200 West Street                  | 228,3 m | Büro                          | 44     | 2010     | Hauptsitz von Goldman Sachs. |
|                       | 69  | 60 Wall Street                   | 227,1 m | Büro                          | 55     | 1989     | Auch bekannt als Deutschen Bank Building. |
|                       | 69  | One Astor Plaza                  | 227,1 m | Büro                          | 54     | 1972     | Welthauptsitz von Paramount Global. |
|                       | 71  | 7 World Trade Center             | 226,5 m | Büro                          | 49     | 2006     | Erstes erbaute Gebäude des neuen World Trade Centers. |
|                       | 71  | One Liberty Plaza                | 226,5 m | Büro                          | 54     | 1973     | Dieses Gebäude befindet sich an der Stelle des 1968 abgerissenen Singer Building. |
|                       | 73  | 20 Exchange Place                | 225,9 m | Büro                          | 57     | 1931     | Früher bekannt als „City Bank-Farmers Trust Building“. |
|                       | 74  | 200 Vesey Street                 | 225,2 m | Büro                          | 53     | 1986     | Wurde am 11. September 2001 durch die einstürzenden Türme des World Trade Center schwer beschädigt, doch inzwischen wieder vollständig saniert. Es ist das höchste Gebäude des aus vier Gebäuden sowie einem Wintergarten bestehenden Brookfield Place (bis 2014 World Financial Center). |
|                       | 75  | ARO                              | 224,8 m | Wohnungen                     | 56     | 2018     | Auch bekannt als „242 West 53rd Street“ und „Roseland Tower“. |
|                       | 76  | 1540 Broadway                    | 223,4 m | Büro                          | 44     | 1990     | Früher als „Bertelsmann Building“ bekannt. |
|                       | 77  | Lumen A1                         | 223,1 m | Wohnungen                     | 66     | 2026     | auch 43-30 24th Street, vierthöchstes Gebäude in Queens, erreichte im Juni 2024 seine Endhöhe. |
|                       | 78  | The Eugene                       | 222,5 m | Wohnungen                     | 64     | 2017     | Auch unter dem Namen „3 Manhattan West“ bekannt. |
|                       | 79  | Times Square Tower               | 221,3 m | Büro                          | 47     | 2004     | Das Gebäude befindet sich unweit des Times Squares. |
|                       | 80  | Brooklyn Point                   | 220,3 m | Büro/Wohnungen                | 57     | 2020     | Höchstes Gebäude im City-Point-Komplex und zweithöchstes Gebäude in Brooklyn. |
|                       | 81  | Metropolitan Tower               | 218,2 m | Büro/Wohnungen                | 68     | 1985     | Befindet sich neben dem Carnegie Hall Tower. |
|                       | 82  | 252 East 57th Street             | 217,9 m | Wohnungen                     | 65     | 2016     | Eröffnet 2017. |
|                       | 83  | Selene                           | 216,7 m | Wohnungen                     | 61     | 2018     | Auch als „100 East 53rd Street“ und „610 Lexington Avenue“ bekannt. |
|                       | 84  | General Motors Building          | 214,9 m | Büro                          | 50     | 1968     | |
|                       | 85  | 25 Park Row                      | 214 m   | Wohnungen                     | 50     | 2020     | Auch „23 Park Row“. |
|                       | 86  | Metropolitan Life Tower          | 213,4 m | Büro                          | 50     | 1909     | War von 1909 bis zum Jahr 1913 das höchste Gebäude der Erde. |
|                       | 87  | 500 Fifth Avenue                 | 212,4 m | Büro                          | 59     | 1931     | Wurde 2010 zu einem Wahrzeichen der Stadt ernannt. |
|                       | 88  | 3Eleven                          | 211,8 m | Wohnungen                     | 60     | 2022     | auch 601 West 29th Street, befindet sich an der High Line bei den Hudson Yards. |
|                       | 89  | Americas Tower                   | 210,9 m | Büro                          | 48     | 1992     | |
|                       | 90  | Solow Building                   | 210 m   | Büro                          | 49     | 1974     | |
|                       | 91  | 140 Broadway                     | 209,7 m | Büro                          | 52     | 1967     | Früher auch unter den Namen „Marine Midland Building“ und „HSBC Bank Building“ bekannt. |
|                       | 92  | 55 Water Street                  | 209,4 m | Büro                          | 53     | 1972     | |
|                       | 92  | 277 Park Avenue                  | 209,4 m | Büro                          | 50     | 1963     | |
|                       | 92  | The Beekman Hotel & Residences   | 209,4 m | Büro                          | 51     | 2017     | Auch als „The Beekman“ bekannt. |
|                       | 95  | 1585 Broadway                    | 208,8 m | Büro                          | 42     | 1990     | Auch unter „Morgan Stanley Building“ bekannt. |
|                       | 96  | Random House Tower               | 208,5 m | Büro/Wohnungen                | 52     | 2003     | |
|                       | 97  | Four Seasons Hotel New York      | 207,9 m | Hotel                         | 52     | 1993     | Dritthöchstes Hotelgebäude der Stadt. Ab seiner Fertigstellung 1993 war es zwei Jahrzehnte lang bis 2013 das höchste Hotel in New York City. |
|                       | 98  | Sky                              | 206 m   | Wohnungen                     | 61     | 2015     | Auch als „Atelier II“ bekannt. |
|                       | 99  | 1221 Avenue of the Americas      | 205,4 m | Büro                          | 51     | 1972     | Auch unter dem Namen „McGraw-Hill Building“ bekannt. |
|                       | 100 | One Grand Central Place          | 205,1 m | Büro                          | 55     | 1930     | früher „Lincoln Building“. |
|                       | 100 | Barclay Tower                    | 205,1 m | Wohnungen                     | 56     | 2007     | |
|                       | 100 | One Court Square                 | 205,1 m | Büro                          | 50     | 1990     | War bis 2020 dreißig Jahre lang das höchste Gebäude außerhalb von Manhattan in New York. Es befindet sich in Queens und wird auch Citigroup Building genannt. |
|                       | 100 | 277 Fifth Avenue                 | 205,1 m | Wohnungen                     | 55     | 2019     | Erreichte 2018 seine endgültige Höhe. |
|                       | 104 | 161 Maiden Lane A1               | 204,2 m | Wohnungen                     | 60     | Baustopp | Auch als Seaport Residences, ehemals One Seaport bekannt. |
|                       | 104 | Paramount Plaza                  | 204,2 m | Büro                          | 48     | 1970     | Früher das „Uris Building“. |
|                       | 106 | 200 Amsterdam                    | 203,6 m | Wohnungen                     | 55     | 2021     | Zweithöchstes Gebäude der Upper West Side. |
|                       | 107 | 45 Park Place A1                 | 203,3 m | Wohnungen                     | 43     | Baustopp | Erreichte 2019 seine endgültige Höhe, Baustopp. |
|                       | 108 | Trump Tower                      | 202,4 m | Büro/Wohnungen                | 58     | 1982     | Eigentümer ist die GMAC Commercial Mortgage. |
|                       | 109 | 250 West 55th Street             | 201,2 m | Büro                          | 39     | 2013     | |
|                       | 110 | 1 Wall Street                    | 199,3 m | Handel/Wohnungen              | 50     | 1932     | Es hieß früher „Bank of New York Building“ und „Irving Trust Building“. |
|                       | 111 | 599 Lexington Avenue             | 199 m   | Büro                          | 51     | 1986     | |
|                       | 111 | Silver Towers East               | 199 m   | Wohnungen                     | 58     | 2009     | |
|                       | 111 | Silver Towers West               | 199 m   | Wohnungen                     | 58     | 2009     | |

### Nach absoluter Höhe
In dieser Liste wird die Höhe bis zum höchsten Punkt des Gebäudes angegeben, meist der Antennenspitze (ab einer Gesamthöhe von 300 Metern). Ebenfalls wird die Dachhöhe angezeigt. Dies sind zwei Möglichkeiten ein Gebäude zu vermessen, offiziell jedoch gilt die Höhe der Gebäudestatik und nicht der Antennenspitze oder Dachhöhe. Diese strukturelle Höhe ist in der Tabelle mit der offiziellen Höhe deklariert.
| Nr. | Name                     | absolute Höhe | Dachhöhe | offizielle Höhe | Etagen | Baujahr |
| --- | ------------------------ | ------------- | -------- | --------------- | ------ | ------- |
| 1   | One World Trade Center   | 546,2 m       | 417 m    | 541,3 m         | 104    | 2014    |
| 2   | Central Park Tower       | 472,4 m       | 472,4 m  | 472,4 m         | 98     | 2020    |
| 3   | Empire State Building    | 443,2 m       | 381 m    | 381 m           | 102    | 1931    |
| 4   | 111 West 57th Street     | 435,3 m       | 435,3 m  | 435,3 m         | 84     | 2020    |
| 5   | One Vanderbilt           | 427 m         | 393 m    | 393 m           | 67     | 2020    |
| 6   | 432 Park Avenue          | 425,8 m       | 425,8 m  | 425,8 m         | 88     | 2016    |
| 7   | 270 Park Avenue          | 423,1 m       | 423,1 m  | 423,1 m         | 60     | 2025    |
| 8   | 30 Hudson Yards          | 395 m         | 395 m    | 395 m           | 73     | 2019    |
| 9   | Bank of America Tower    | 365,8 m       | 288 m    | 365,8 m         | 55     | 2009    |
| 10  | Four Times Square        | 340,8 m       | 213,4 m  | 246,6 m         | 48     | 2000    |
| 11  | Three World Trade Center | 329,2 m       | 329,2 m  | 329,2 m         | 80     | 2018    |
| 12  | The Brooklyn Tower       | 324,9 m       | 324,9 m  | 324,9 m         | 93     | 2023    |
| 13  | 53W53                    | 320 m         | 320 m    | 320 m           | 82     | 2019    |
| 14  | Chrysler Building        | 318,8 m       | 281,9 m  | 318,8 m         | 77     | 1930    |
| 14  | New York Times Tower     | 318,8 m       | 227,1 m  | 318,8 m         | 52     | 2007    |
| 16  | The Spiral               | 313,9 m       | 313,9 m  | 313,9 m         | 65     | 2022    |
| 17  | 50 Hudson Yards          | 308 m         | 308 m    | 308 m           | 58     | 2022    |
| 18  | 35 Hudson Yards          | 307,8 m       | 307,8 m  | 307,8 m         | 71     | 2019    |
| 19  | One57                    | 306,4 m       | 306,4 m  | 306,4 m         | 79     | 2014    |
| 20  | One Manhattan West       | 303,3 m       | 303,3 m  | 303,3 m         | 67     | 2019    |

## Höchste Gebäude ihrer Zeit
Hier sind alle Gebäude aufgelistet, die in New York jemals den Rekord für das höchste Gebäude hielten. Jedes Gebäude außer dem Park Row Building und dem One World Trade Center war zum Zeitpunkt seiner Fertigstellung auch gleichzeitig das höchste Gebäude der Welt.
| Zeit       | Gebäude                     | Bild | Höhe    | Etagen | Bemerkungen |
| ---------- | --------------------------- | ---- | ------- | ------ | --- |
| 1899–1908  | Park Row Building           |      | 119 m   | 30     | Das Gebäude ist der älteste noch bestehende Rekordhalter in New York.                                                                                  |
| 1908–1909  | Singer Building             |      | 186,6 m | 47     | Wurde 1968 abgerissen. |
| 1909–1913  | Metropolitan Life Tower     |      | 213,4 m | 50     | |
| 1913–1930  | Woolworth Building          |      | 241,4 m | 57     | |
| 1930       | 40 Wall Street              |      | 282,6 m | 71     | Wird auch The Trump Building genannt, hieß zu Beginn jedoch Bank of Manhattan Building.                                                                |
| 1930–1931  | Chrysler Building           |      | 318,8 m | 77     | War das erste Hochhaus, das den Eiffelturm übertraf und zum höchsten Bauwerk der Welt wurde.                                                           |
| 1931–1972  | Empire State Building       |      | 381 m   | 102    | Erstes Gebäude der Welt mit über 100 Stockwerken, seit 1950 mit Antenne 443 m hoch (vor dem im Jahr 1984 erfolgten Antennenumbau 449 m).               |
| 1972–2001  | World Trade Center Nordturm |      | 417 m   | 110    | Wurde am 11. September 2001 durch einen terroristischen Anschlag zerstört. War mit Antenne 527 m hoch. Der Südturm war mit 415 m zwei Meter niedriger. |
| 2001–2013  | Empire State Building       |      | 381 m   | 102    | War seit dem Terroranschlag vom 11. September 2001 bis zum Bau des One World Trade Centers wieder das höchste Gebäude der Stadt.                       |
| 2013–heute | One World Trade Center      |      | 541,3 m | 104    | Seit dem Richtfest im Mai 2013 das höchste Gebäude der Stadt. Eröffnung war im November 2014.                                                          |

## Höchste Gebäude der fünf Stadtbezirke
Diese Liste gibt die höchsten Gebäude der fünf Stadtbezirke (Boroughs) an.
| Stadtbezirk   | Gebäude                      | Höhe    | Etagen | Baujahr |
| ------------- | ---------------------------- | ------- | ------ | ------- |
| The Bronx     | River Park Towers            | 130 m   | 44     | 1975    |
| Brooklyn      | The Brooklyn Tower           | 324,9 m | 93     | 2023    |
| Manhattan     | One World Trade Center       | 541,3 m | 104    | 2014    |
| Queens        | The Orchard                  | 250,8 m | 70     | 2026    |
| Staten Island | Kirche auf dem Mount Loretto | 69 m    | 2      | 1894    |

Listen einzelner Stadtbezirke:
- Liste der höchsten Gebäude in Brooklyn
- Liste der höchsten Gebäude in Queens

## Panoramen

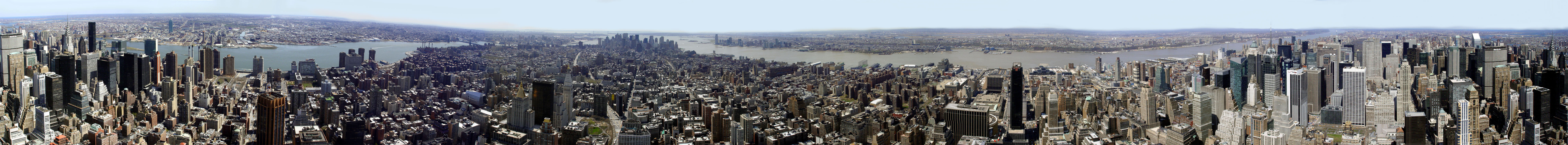
360°-Panorama, Manhattan vom Empire State Building bei Tag (Mai 2005)

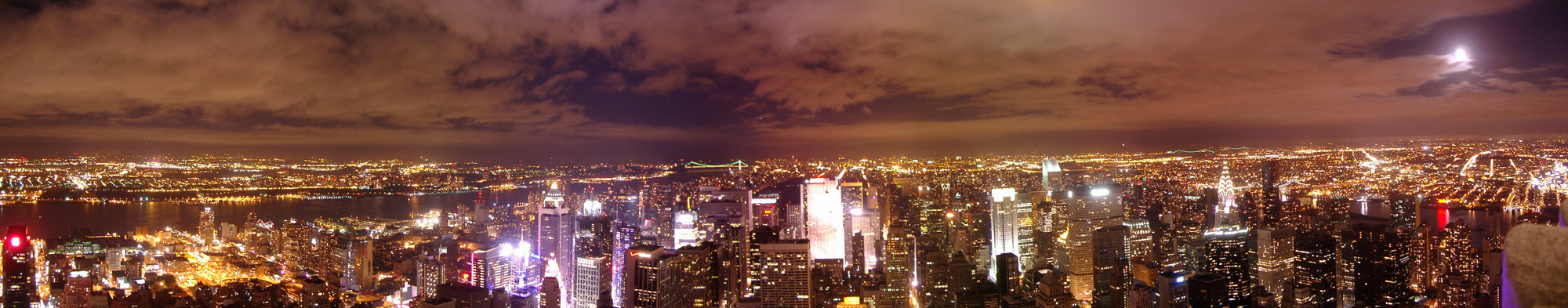
180°-Panorama, Manhattan vom Empire State Building bei Nacht (Juli 2005)

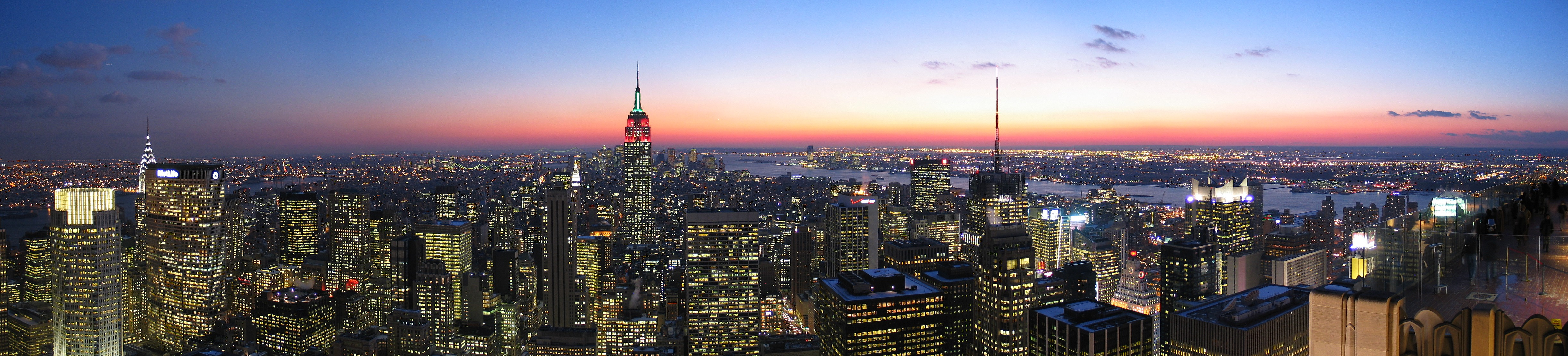
Blick vom Rockefeller Center nach Süden (Dezember 2005)

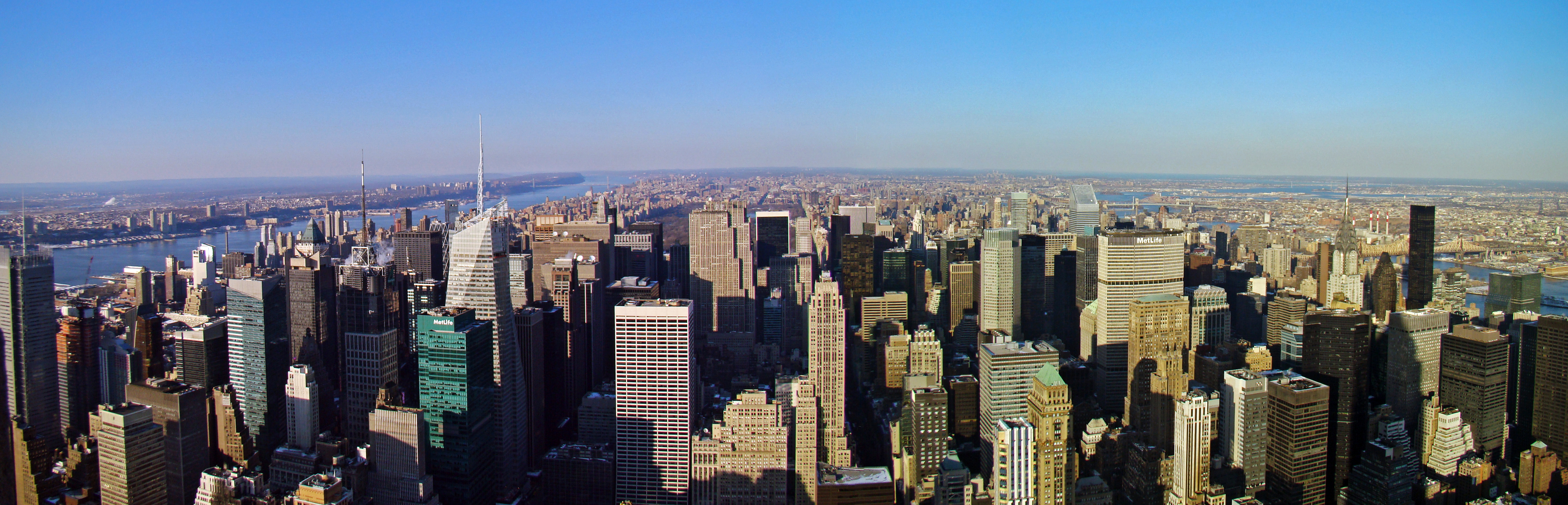
Blick vom Empire State Building auf Midtown Manhattan, mit dem Bank of America Tower (März 2009)

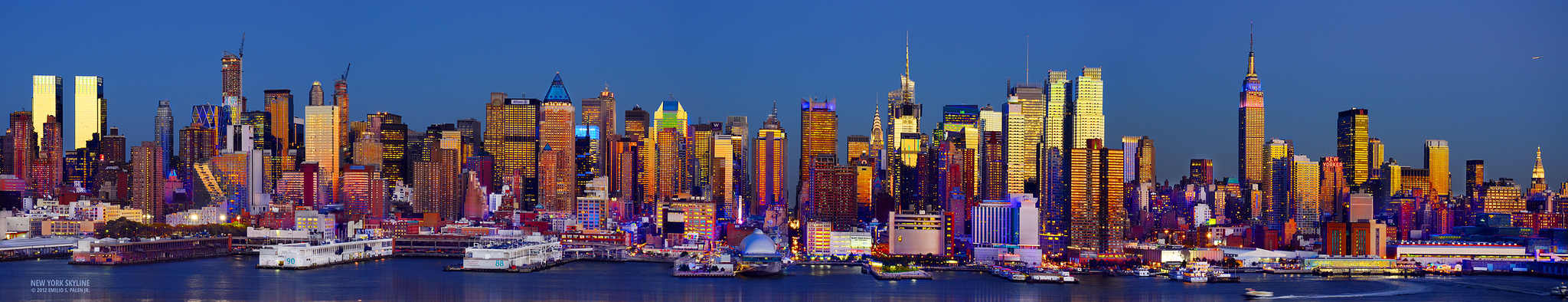
Midtown Manhattan bei Nacht, von New Jersey aus gesehen (Oktober 2012)

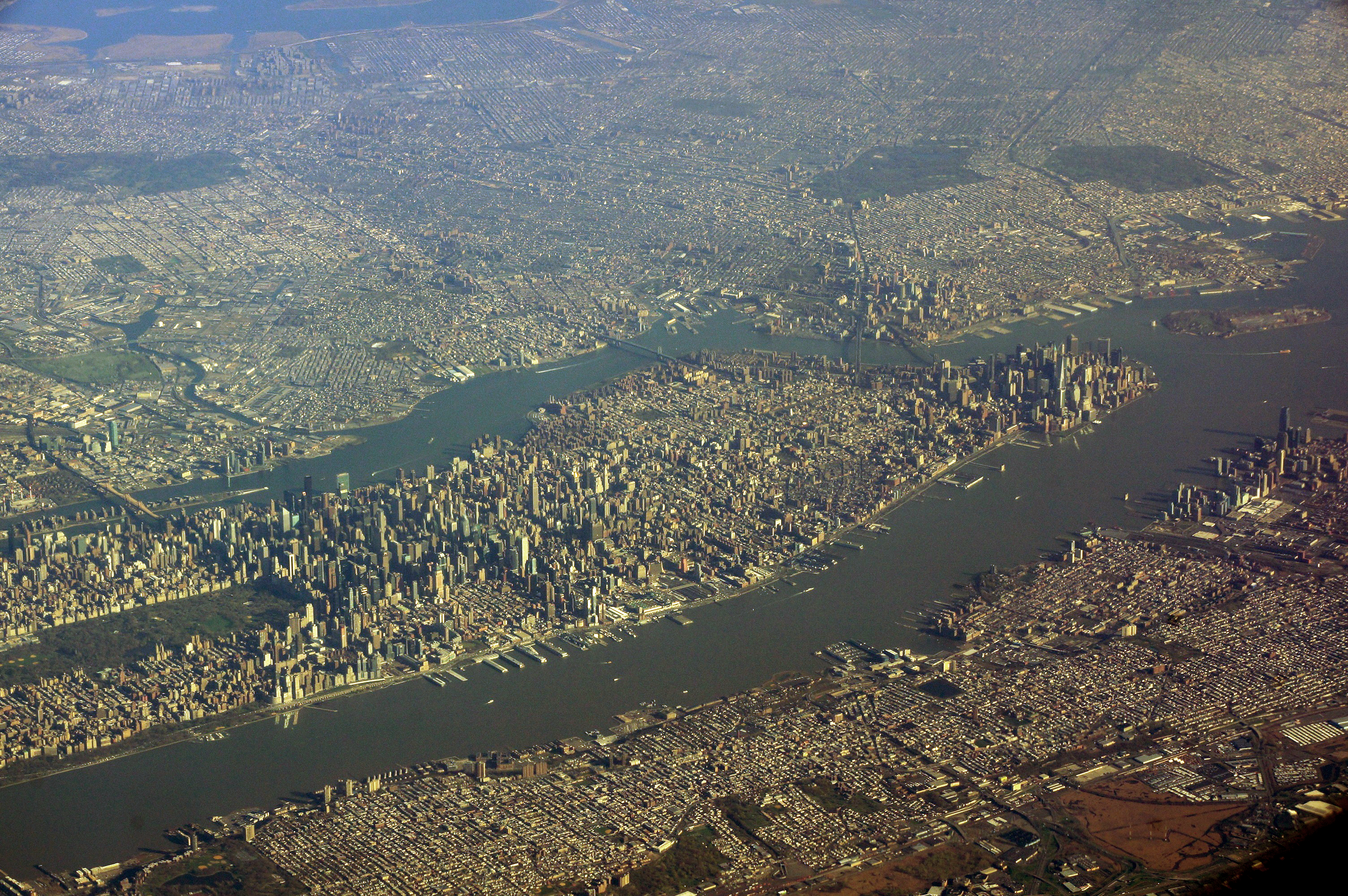
Manhattan aus der Luft im April 2013

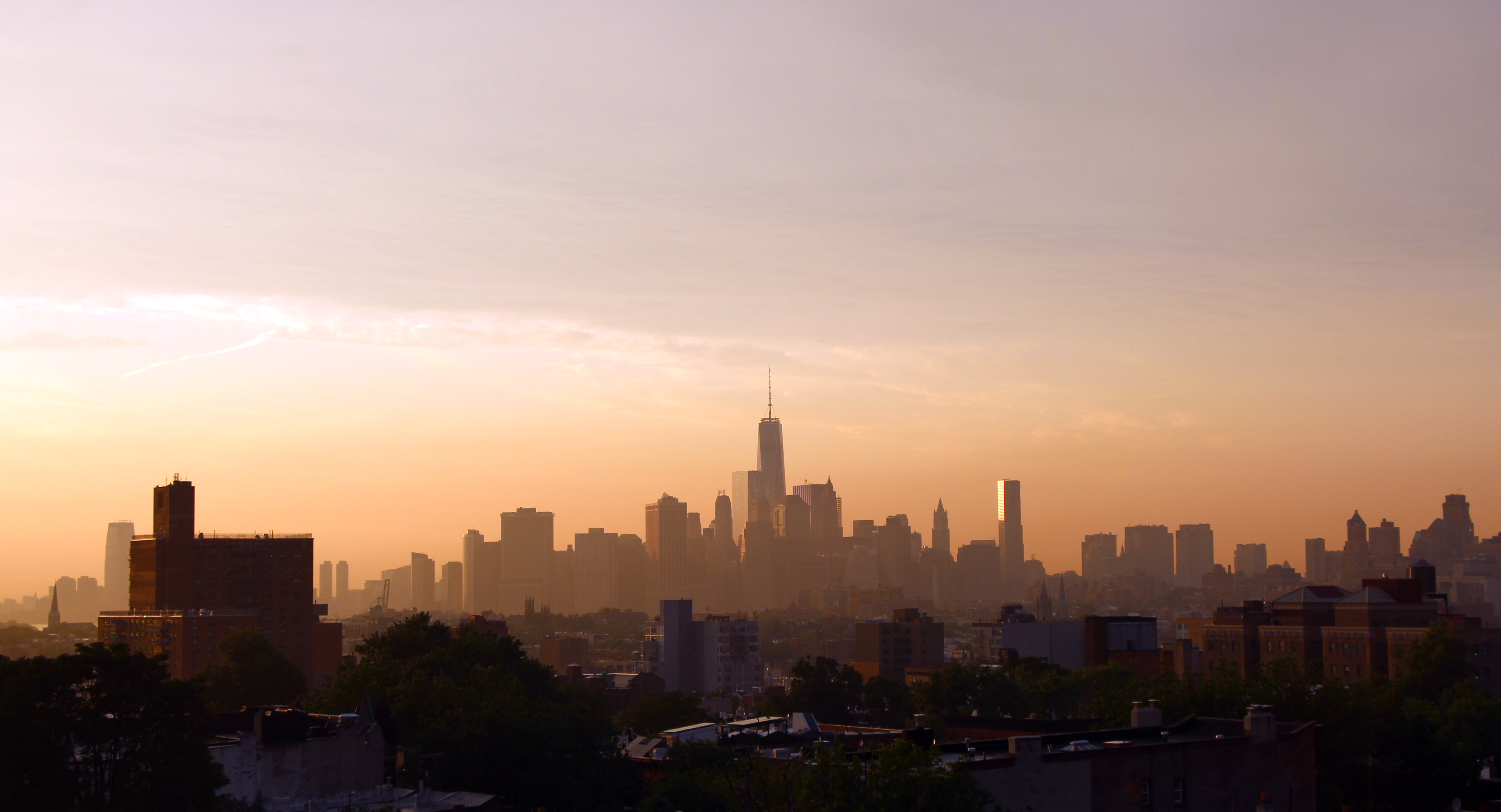
Lower Manhattan von Brooklyn aus gesehen, Anfang Juni 2014

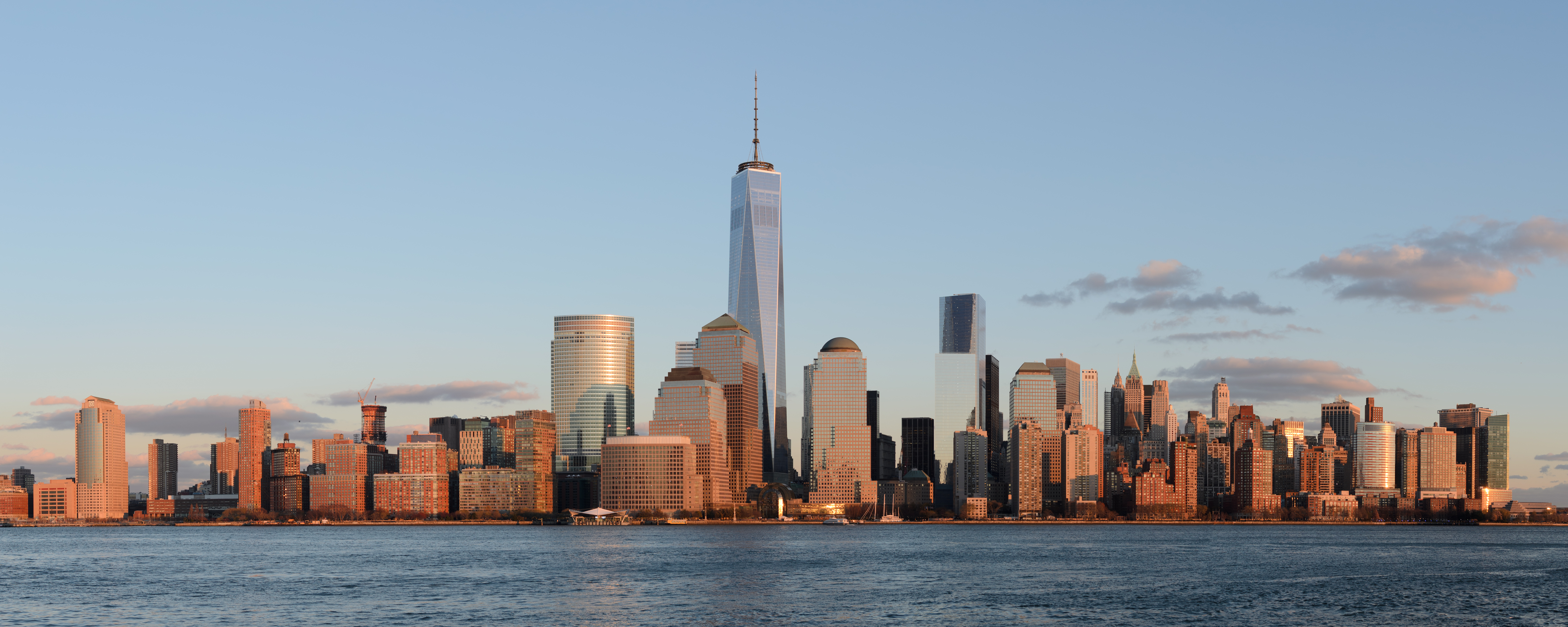
Downtown am Tag, vom Exchange Place (Jersey City) aus gesehen (November 2014)

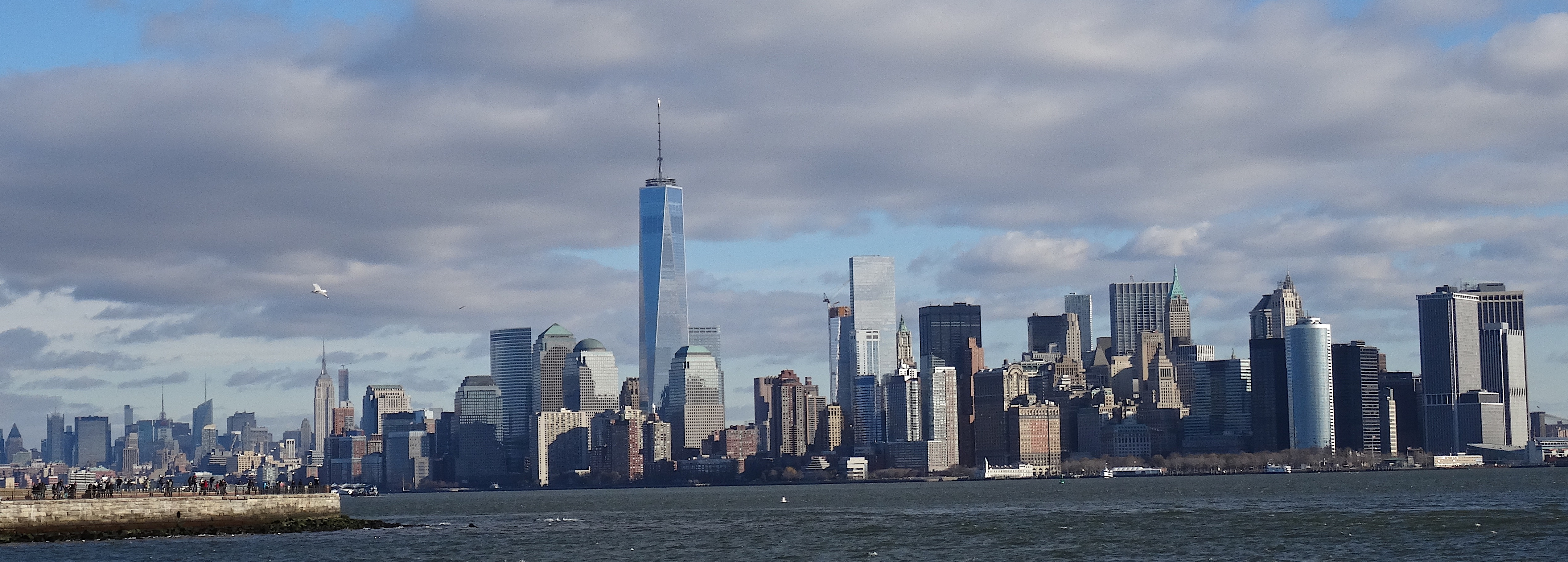
Panorama von Lower Manhattan Mitte Dezember 2014

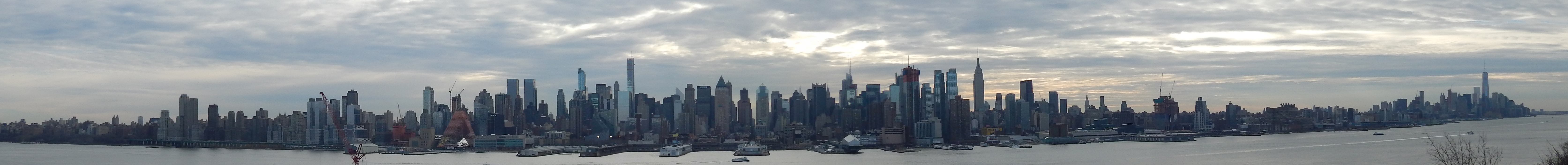
Manhattan vom Westen aus gesehen (Weehawken, NJ), Januar 2015

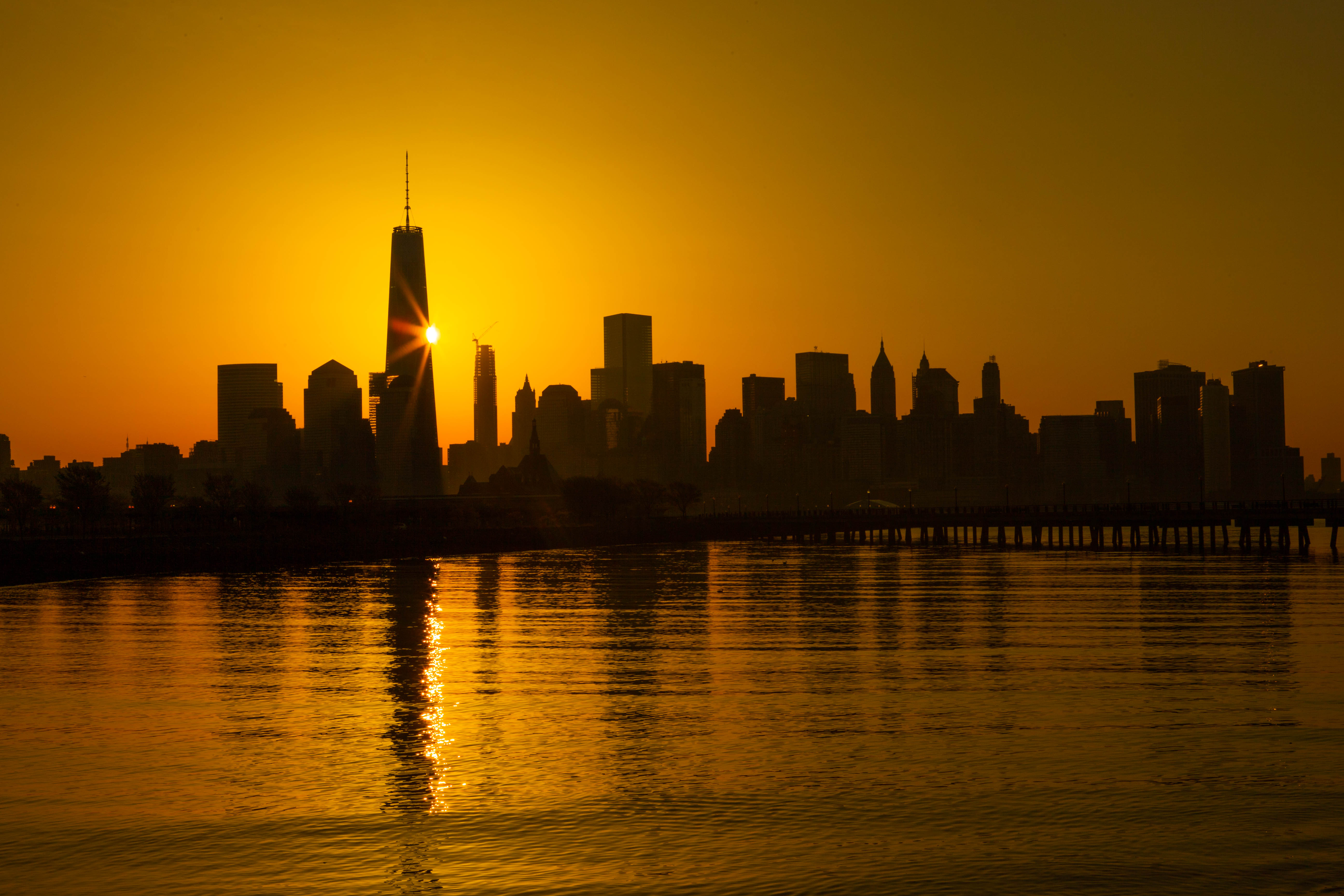
Die Lower Manhattan Skyline bei Sonnenaufgang, Anfang Mai 2015

Luftaufnahme von New York, Mai 2015.

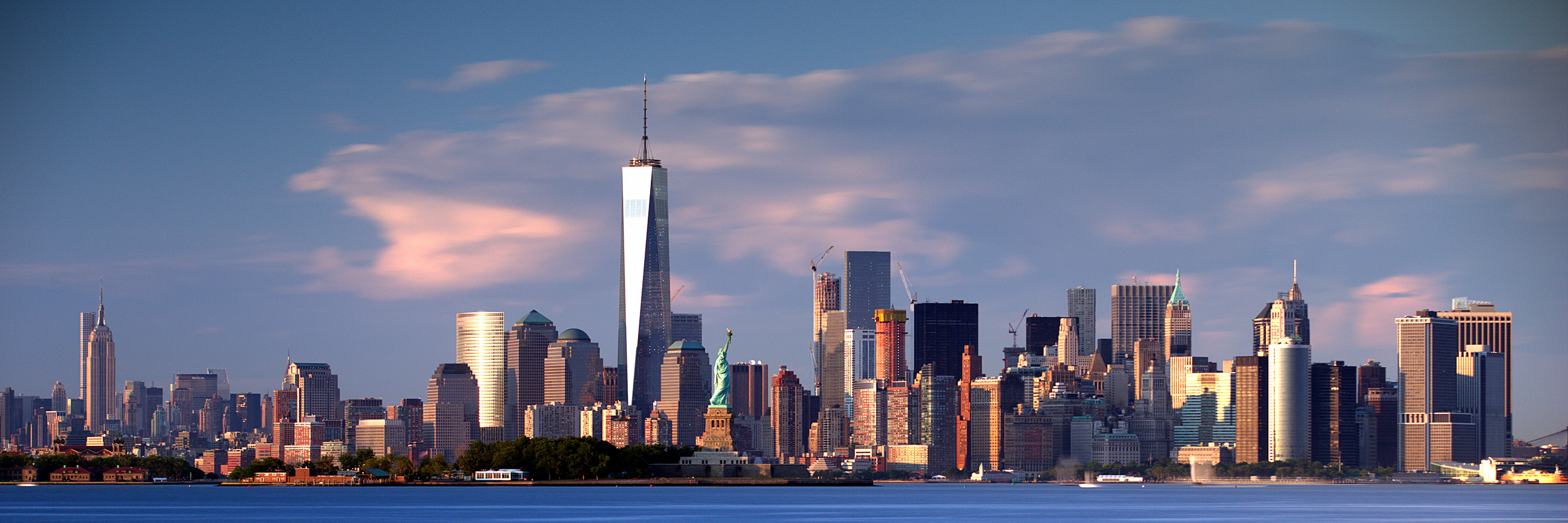
Manhattan Skyline Ende Juli 2015

## Höchste Gebäude nach Funktion
Diese Liste gibt die höchsten Gebäude nach Funktion an. Eine Einzelfunktion ist gegeben, wenn 85 Prozent oder mehr der Gebäudenutzfläche für einen Zweck verwendet wird. Eine gemischte Nutzung liegt vor, wenn jede Einzelfunktion mindestens 15 Prozent der Nutzfläche in Anspruch nimmt.
| Nutzung           | Gebäude                | Höhe    | Etagen | Baujahr |
| ----------------- | ---------------------- | ------- | ------ | ------- |
| Büros             | One World Trade Center | 541,3 m | 104    | 2014    |
| Gemischte Nutzung | Central Park Tower     | 472,4 m | 108    | 2020    |
| Wohnungen         | 432 Park Avenue        | 425,8 m | 88     | 2015    |
| Hotel             | 1717 Broadway          | 229,5 m | 68     | 2013    |

## Höchste Gebäude im Bau und in Planung

### Im Bau
Dies ist eine Liste der höchsten sich zurzeit im Bau befindlichen Gebäude (aktive Bauarbeiten) in New York City. Die Angaben der Jahre sind nur ungefähre Angaben. Es ist möglich, dass sich diese Daten nachträglich verändern können.
| Gebäude               | Bild | Höhe    | Nutzung (von unten nach oben) | Etagen | Jahr | Bemerkungen                                                           |
| --------------------- | ---- | ------- | ----------------------------- | ------ | ---- | --------------------------------------------------------------------- |
| 270 Park Avenue       |      | 423,1 m | Büros                         | 60     | 2025 | von Foster + Partners konzipiert.                                     |
| The Torch             |      | 325,2 m | Hotel                         | 52     | 2027 | auch 740 Eighth Avenue, von ODA Architecture                          |
| 520 Fifth Avenue      |      | 305,4 m | Büros, Wohnungen              | 88     | 2026 | von Kohn Pedersen Fox, topped out.                                    |
| 262 Fifth Avenue      |      | 262,1 m | Wohnungen                     | 56     | 2025 | von SLCE Architects.                                                  |
| 80 Flatbush           |      | 280,4 m | Wohnungen                     | 69     | 2027 |                                                                       |
| The Orchard           |      | 250,8 m | Wohnungen                     | 70     | 2026 | von Perkins Eastman Architects.                                       |
| Casoni                |      | 239,3 m | Wohnungen                     | 70     | 2026 | auch 989 Sixth Avenue und 100 West 37th Street, von C3D Architecture. |
| 50 West 66th Street   |      | 236,2 m | Wohnungen                     | 69     | 2025 | von Snøhetta Architects                                               |
| Lumen                 |      | 222,8 m | Wohnungen                     | 66     | 2026 | von Hill West Architects.                                             |
| 70 Hudson Yards       |      | 218,5 m | Büros                         | 47     | 2028 | von Roger Ferris + Partners und Gensler.                              |
| 111 Washington Street |      | 217 m   | Wohnungen                     | 64     | 2026 | von Handel Architects.                                                |
| 1710 Broadway         |      | 192,9 m | Hotel                         | 54     | 2027 | Von RIU Hotels & Resorts geplant.                                     |

### Im Baustopp
In der nachfolgenden Liste werden Wolkenkratzer aufgelistet, deren Bau zwar bereits begann, jedoch inzwischen wieder eingestellt oder unterbrochen wurden. Die Jahresangaben sind demnach nur Richtwerte.
| Gebäude              | Bild | Höhe    | Nutzung (von unten nach oben) | Etagen | bisher geplante Fertigstellung | Bemerkungen                                                                 |
| -------------------- | ---- | ------- | ----------------------------- | ------ | ------------------------------ | --------------------------------------------------------------------------- |
| 2 World Trade Center |      | 374,9 m | Büro                          | 62     |                                | Seit 2013 gestoppt.                                                         |
| 45 Broad Street      |      |         | Wohnungen                     | 52     |                                | gestoppt seit 2020, neue Renderings von Handel Architects im März 2023.     |
| 3 Hudson Boulevard   |      | 300,6 m | Büro                          | 56     |                                | Auch unter dem Namen The GiraSole bekannt.                                  |
| 161 Maiden Lane      |      | 204,2 m | Wohnungen                     | 60     |                                | Auch unter dem Namen One Seaport bekannt. Bauarbeiten wurden 2021 gestoppt. |
| 45 Park Place        |      | 203,3 m | Wohnungen                     | 43     | 2018                           | Von SOMA und Ismael Leyva Architects entworfen.                             |

### In Planung
Hier sind alle Gebäude in New York City aufgelistet, deren Bau zwar nicht begonnen hat, über deren Bau jedoch nachgedacht wird beziehungsweise die sich in unterschiedlichen Phasen der Planung befinden. Die Angaben der Jahre sind als grobe Richtwerte zu verstehen. Es wird nicht zwischen genehmigten und nicht genehmigten Projekten unterschieden, jedoch regelfalls in der Bemerkungsspalte vermerkt. Mit Stand Dezember 2024 sind etwa 25 Gebäude in Planung.
| Gebäude                   | Höhe    | Nutzung (von unten nach oben) | Etagen | Jahr | Bemerkungen                                                                                      |
| ------------------------- | ------- | ----------------------------- | ------ | ---- | ------------------------------------------------------------------------------------------------ |
| Affirmation Tower         | 506,9 m | Büro, Hotel                   | 95     |      | Auch 418 11th Avenue, Hudson Yards, neues Rendering März 2024.                                   |
| 350 Park Avenue           | 487,7 m | Büro                          | 62     | 2032 | Neues Rendering April 2024, Baugenehmigung liegt vor.                                            |
| 175 Park Avenue           | 481,5 m | Büro                          | 83     | 2030 | Baugenehmigung liegt vor.                                                                        |
| Tower Fifth               | 474,3 m | Wohnungen                     | 96     |      |                                                                                                  |
| 80 South Street           | 438,3 m | Wohnungen                     | 113    |      | Wäre das Gebäude mit der höchsten Anzahl an Stockwerken, Planung gestoppt.                       |
| Hudson Yards II – Tower B | 416,4 m | Schule, Büro                  | 80     | 2030 | Hudson Yards Phase II, favorierter Komplex mit Casino, Stand März 2024.                          |
| PENN 15                   | 387,1 m | Büro                          | 61     |      | Auch bekannt als 15 Penn Plaza und Vornado Tower. Baubeginn ab 2024.                             |
| 625 Madison Avenue        | 371,9 m | Wohnungen                     | 68     |      | Von SLCE Architects, Baugenehmigung liegt vor, Baubeginn ab 2025.                                |
| 77 West 66th Street       | 366,4 m | Wohnungen                     | 77     |      | Von Extell, wäre höchstes Gebäude in der Upper West Side.                                        |
| Hudson Yards II – Tower C | 362,4 m | Casino, Hotel                 | 80     | 2030 | Auch Wynn New York City, Hudson Yards Phase II, favorierter Komplex mit Casino, Stand März 2024. |
| Hudson Yards II – Tower A | 357,2 m | Wohnungen                     |        | 2030 | Hudson Yards Phase II, favorierter Komplex mit Casino, Stand März 2024.                          |
| 41-47 West 57th Street    | 335,3 m | Hotel, Wohnungen              | 63     | 2027 | Von OMA.                                                                                         |
| 247 Cherry Street         | 307,2 m | Wohnungen                     | 77     |      | Baugenehmigung liegt vor, wäre das höchste Gebäude der Lower East Side.                          |
| 360 Tenth Avenue          | 304,8 m | Büro                          |        |      | Baugenehmigung liegt vor.                                                                        |
| SNCI NYC Tower            | 289,6 m | Wohnungen                     | 57     |      | SNCI = Sustainable Neighborhood Collaborative Initiative. Wäre höchstes Gebäude in Tribeca.      |
| 5 World Trade Center      | 280,4 m | Wohnungen                     | 80     | 2029 | Baugenehmigung liegt vor.                                                                        |
| 570 Fifth Avenue          | 262,1 m | Büro                          | 47     | 2028 | Von Kohn Pedersen Fox, Stand Juli 2024, Höhe und Etagenanzahl noch nicht endgültig.              |
| 343 Madison Avenue        | 257,2 m | Büro                          | 49     | 2026 | Von Kohn Pederson Fox.                                                                           |
| 260 South Street Tower A  | 243,2 m | Wohnungen                     | 70     |      | Von Chetrit Group, Baugenehmigung liegt vor.                                                     |
| The Avenir                | 239,3 m | Gastronomie, Casino, Hotel    | 45     |      | Von Silverstein Properties, CetraRuddy Architecture.                                             |
| 321 East 96th Street      | 231,7 m | Schule, Wohnungen             | 68     |      | Soll höchstes Gebäude von East Harlem werden.                                                    |
| 260 South Street Tower B  | 221,9 m | Wohnungen                     | 64     |      | Von Chetrit Group, Baugenehmigung liegt vor.                                                     |
| 259 Clinton Street        | 222,5 m | Wohnungen                     | 62     |      | Auch 271 South Street, Baugenehmigung liegt vor.                                                 |
| 451 10th Avenue           | 213,4 m | Büro                          |        |      |                                                                                                  |
| 12 West 57th Street       | 204,8 m | Büro, Wohnungen               | 52     |      | Baugenehmigung liegt vor.                                                                        |
| 205 Montague Street       | 204,8 m | Wohnungen                     | 47     |      | In Brooklyn Heights.                                                                             |

### Ehemals höchste geplante Gebäude
Im Folgenden werden alle Gebäude aufgelistet, die einmal geplant waren und letzten Endes nicht realisiert wurden, jedoch auch eine hohe öffentliche Beachtung erfuhren. Mindestanforderung ist eine Höhe von 300 Metern (bis auf Ausnahmen, die besondere öffentliche Aufmerksamkeit erfuhren), sowie ein Bauunternehmer und (zumindest) ein Architektenbüro.
| Gebäude                          | Höhe    | Nutzung (von unten nach oben)                       | Etagen | Bemerkungen |
| -------------------------------- | ------- | --------------------------------------------------- | ------ | --- |
| Times Squared 3015               | 1733 m  | Mischnutzung                                        | 321    | Times Squared 3015 wäre das höchste Gebäude in New York City überhaupt. |
| Edison Tower                     | 1310 m  | Mischnutzung                                        | 296    | Der Edison Tower wird eine vertikale Stadt sein. |
| Midtown West (Entwicklungsplan)  | 700 m   |                                                     | 150    | Beinhaltet 4 Pläne zur Neugestaltung des Madison Square Gardens, sowie der Penn Station. |
| Cintas Tower                     | 680 m   | Wohnungen / Büro                                    | 180    | 1983 vorgestellter Wolkenkratzer. Höchstes jemals geplante Gebäude in New York City. Von M. Miqueli entworfen. |
| Project 112 Coexistence          | 658,1 m | Büro                                                | 155    | Vision von Future Systems. |
| Kostabi World Trade Center       | 609,9 m | Büro                                                | 160    | Von Mark Kostabi entwickelt. |
| World Trade Center (Childs)      | 609,9 m | Büro                                                | 70     | Abgelehnter Entwurf von David Childs zum Wiederaufbau des WTC. |
| Zhongshan Center                 | 591 m   | Einkaufszentrum / Wohnungen                         | 128    | Geplant als Sozialbau in Chinatown. Im Oktober 2012 erstmals in der Öffentlichkeit erwähnt. |
| Television City Tower            | 580,3 m | Büro                                                | 150    | Anfang der 1980er Jahre von Donald Trump geplant. Projekt wurde kurz vor Baubeginn von New Yorker Behörden abgewiesen. |
| Columbus Circle 1                | 550 m   | Büro                                                | 137    | Komplex am Columbus Circle bestehend aus 6 Gebäuden. Nr. 2: 468 m und 135 Stockwerke; Nr. 3: 420 m und 122 Stockwerke; Nr. 4: 325 m und 83 Stockwerke; Nr. 5 und 6: jeweils 320 m hoch mit 80 Stockwerken. Heute steht an dieser Stelle das Time Warner Center. |
| New York Stock Exchange Tower    | 546 m   | Büro                                                | 140    | Ebenfalls Ende der 1990er Jahre von Trump entwickelter Wolkenkratzer. Sollte neue Zentrale der New Yorker Börse sowie höchstes Gebäude der Welt werden. Mit Antenne 700 m hoch. |
| World Trade Center (Foster)      | 538 m   | Büro                                                | 98     | Von Foster + Partners entwickeltes Projekt. Eines der Kandidaten für den Wiederaufbau des World Trade Centers. Auch als Kissing Towers bezeichnet. |
| 335 Madison Avenue               | 500 m   | Büro / Hotel                                        |        | Von Howard Milstein entwickelt. Soll eines der höchsten Gebäude New Yorks werden. Höhenangabe ist zurzeit (Stand März 2015) nur eine Schätzung. |
| New York Breathing Machine       | 468 m   | Hotel / Büro                                        | 72     | Vision von Independent Architectural Diplomacy. |
| World Trade Center (Trump)       | 450 m   | Büro                                                | 111    | Ende 2007 von Donald Trump und Ken Gardner vorgeschlagenes Projekt für die Wiedererrichtung des WTC. Das Design orientierte sich stark an dem der ehemaligen Zwillingstürme, jedoch mit einer größeren Höhe sowie neuesten Sicherheitsmerkmalen. Kernstück der Twin Towers II – Bewegung. Nördlicher Turm sollte über eine Antenne verfügen und somit eine Gesamthöhe von 566 Metern erreichen. |
| 666 5th Avenue                   | 427,7 m | Multiple Nutzung                                    |        | Von Zaha Hadid entworfen. |
| Metropolitan Life North Building | 400 m   | Büro                                                | 100    | Ende der 1920er Jahre als höchstes Gebäude der Welt geplant. Sollte das Empire State Building sowohl in Höhe als auch in Größe übertreffen. Bau wurde 1933 eingestellt. Heute verbleibt nur noch ein 137 m hoher 30-stöckiger Stumpf. Derzeit (Stand 2014) gibt es keine aktiven Pläne, den Bau fortzusetzen.                                                                                   |
| Shvo Central Park Tower          | 400 m   | Multiple Nutzung                                    | 100    | Auch als „The Pinnacle“ bezeichnet. |
| Edgar Towers Skyvoid             | 396,2 m | Multiple Nutzung                                    | 70     | |
| 1 Park Lane                      | 368,8 m | Wohnungen                                           |        | Von Witkoff Group und Macklowe Properties entwickelt. |
| Larkin Building                  | 368,2 m | Büro                                                | 110    | Von John und Edward Larkin 1926 geplantes Gebäude. |
| 520 West 41st Street             | 335,3 m | Wohnungen                                           | 106    | Von Silverstein Properties entwickelt. |
| South Ferry Plaza                | 330 m   | Terminal / Einzelhandel / Büro / Aussichtsplattform | 75     | Von Leslie E. Robertson 1987 vorgestelltes Projekt. Dieses Gebäude sollte über dem Lower Manhattan Terminal der Staten Island Ferry gebaut werden. |
| Travelstead Tower                | 329 m   | Büro                                                | 74     | 1989 von KPF entworfenes Gebäude im Art-déco-Stil. An dieser Stelle steht heute 383 Madison Avenue. |

## Höchste nicht mehr bestehende Gebäude
Diese Liste gibt die höchsten Gebäude an, die zu einem früheren Zeitpunkt bestanden, inzwischen jedoch nicht mehr bestehen. Sie wurden abgerissen oder zerstört.
| Gebäude                                    | Bild | Höhe    | Etagen | Baujahr | Bestehungsende | Bemerkungen |
| ------------------------------------------ | ---- | ------- | ------ | ------- | -------------- | --- |
| World Trade Center 1 (original) (Nordturm) |      | 417 m   | 110    | 1972    | 2001           | Wurde am 11. September 2001 durch einen Terroranschlag zerstört. Das Gebäude war während seiner kompletten Bestehungszeit der höchste Wolkenkratzer in New York City und bei seiner Fertigstellung höchstes Gebäude der Welt. Höchstes vernichtetes Gebäude der Welt. Mit Mast 527 m. Hatte 110 Stockwerke.                                                             |
| World Trade Center 2 (original) (Südturm)  |      | 415,1 m | 110    | 1973    | 2001           | Wurde durch einen terroristischen Anschlag am 11. September 2001 zerstört. War während seiner gesamten Bestehungszeit zweithöchstes Gebäude der Stadt, und besaß die höchste Aussichtsplattform auf einem Gebäude von 1975 bis 2001. Zusammen mit dem Nordturm hatte der Südturm mit ebenfalls 110 Stockwerken die meisten Stockwerke eines Wolkenkratzers in New York. |
| JP Morgan World Headquarters               |      | 215,5 m | 52     | 1960    | 2021           | Stilführendes Gebäude entlang der Park Avenue gewesen. Als Hauptquartier der Union Carbide erbaut. Später der JP Morgan Chase gewesen. Welche auf der Fläche einen Neubau errichten. 2019 bis 2021 abgebrochen. Seither höchstes abgerissenen Gebäude der Welt. |
| Singer Building                            |      | 186,6 m | 47     | 1908    | 1968           | Wurde 1968 abgerissen. War von 1908 bis 1909 höchstes Gebäude der Welt. |
| World Trade Center 7                       |      | 173,7 m | 47     | 1987    | 2001           | Wurde durch die Anschläge am 11. September 2001 durch Trümmer des Nordturms so schwer beschädigt, dass ein Feuer ausbrach und das Gebäude nach sieben Stunden in Flammen einstürzte. |
| Deutsche Bank Building                     |      | 157,6 m | 40     | 1974    | 2011           | Am 11. September 2001 durch Trümmer des Südturms stark beschädigt wurde es erst nach langem Versicherungsstreit abgerissen. Soll Platz für Turm 5 des neuen World Trade Centers machen. |
| City Investing Building                    |      | 148 m   | 33     | 1908    | 1968           | Wurde 1968 gemeinsam mit dem Singer Building abgerissen. |